# Climacoidea
Climacoidea is een geslacht van kreeftachtigen uit de klasse van de Ostracoda (mosselkreeftjes).

## Soorten
- Climacoidea (Climacoidea) plueurata Puri, 1956 †
- Climacoidea (Proteoconcha) concinnoidea (Swain, 1955) Hazel & Cronin, 1988
- Climacoidea (Proteoconcha) costa (Krutak, 1979) Hazel & Cronin, 1988
- Climacoidea (Proteoconcha) edwardsi (Plusquellec & Sandberg, 1969) Hazel & Cronin, 1988
- Climacoidea (Proteoconcha) gigantica (Edwards, 1944) Hazel & Cronin, 1988 †
- Climacoidea (Proteoconcha) jamesensis (Hazel, 1983) Hazel & Cronin, 1988 †
- Climacoidea (Proteoconcha) mimica (Plusquellec & Sandberg, 1969) Hazel & Cronin, 1988
- Climacoidea (Proteoconcha) nelsonensis (Grossman, 1967) Hazel & Cronin, 1988
- Climacoidea (Proteoconcha) proteus (Plusquellec & Sandberg, 1969) Hazel & Cronin, 1988
- Climacoidea (Proteoconcha) purii (Keyser, 1975) Hazel & Cronin, 1988
- Climacoidea (Proteoconcha) redbayensis (Puri, 1954) Hazel & Cronin, 1988 †
- Climacoidea (Reticulocythereis) floridana (Puri, 1960) Hazel & Cronin, 1988
- Climacoidea (Reticulocythereis) foresteri Hazel & Cronin, 1988
- Climacoidea (Reticulocythereis) multicarinata (Swain, 1955) Hazel & Cronin, 1988
- Climacoidea (Reticulocythereis) reticulata Hazel & Cronin, 1988